# Schwanzbeißen

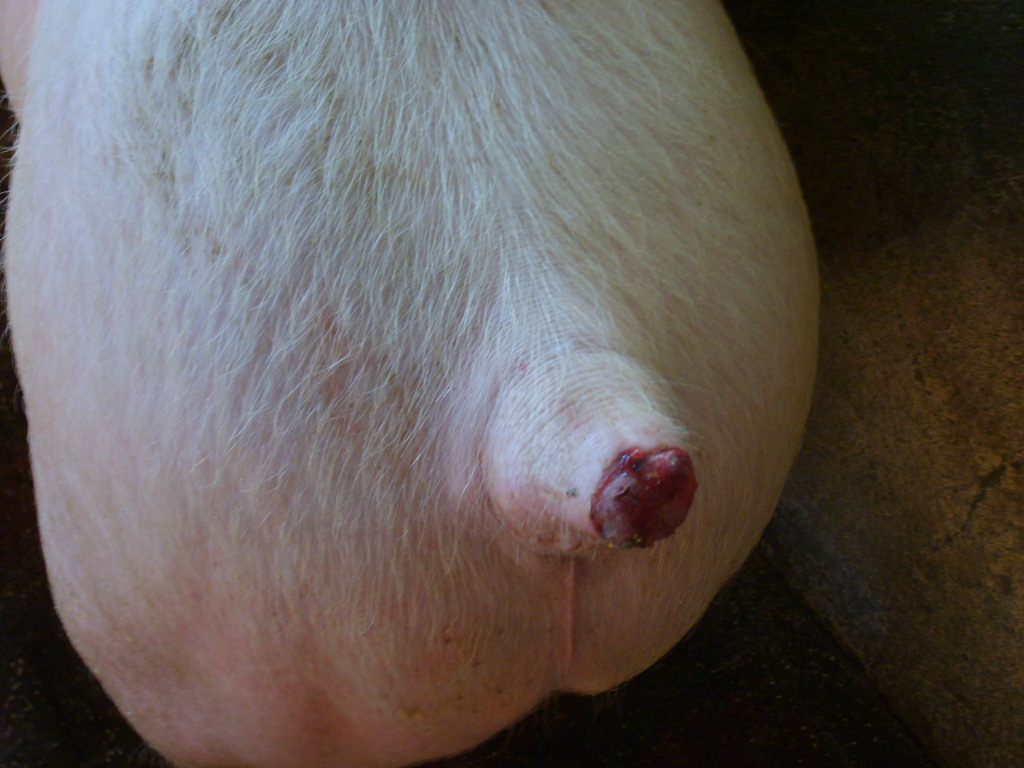
Abgebissener Schwanz bei einem Schwein

Das Schwanzbeißen oder Schwanzjagen ist eine Verhaltensstörung bei Tieren, bei der der eigene oder der Schwanz anderer Tiere benagt wird. Ersteres ist eine Form der Selbstverstümmelung (Automutilation), letzteres des Kannibalismus. Sie tritt am häufigsten bei Hausschweinen in der industriemäßigen Haltung auf, darüber hinaus auch beim Haushund und bei der Hauskatze.

## Schweine
Bei Hausschweinen ist das Schwanzbeißen immer kannibalistisch und tritt vor allem unter schlechten Haltungsbedingungen mit mangelnder Beschäftigung auf. Einstreulose Haltung, schlechtes Stallklima, Überbelegung und Parasitenbefall, frühes Absetzen und zu helles Licht sind begünstigende Faktoren. In einer reizarmen Umgebung wird der Schwanz als Spielobjekt betrachtet. Mit dem Auftreten von Bissverletzungen wird die Verhaltensstörung verstärkt und auch andere Tiere können ein vermehrtes Interesse entwickeln. Der mit der Abheilung von Schwanzverletzungen verbundene Juckreiz führt dazu, dass betroffene Tiere nicht nur das Beknabbern der weitgehend unempfindlichen Schwanzspitze, sondern auch der Schwanzbasis akzeptieren. Therapeutisch müssen Schwanzverletzungen versorgt werden und durch Bitterverbände vor weiterem Benagen geschützt werden. Prophylaktisch müssen die Haltungsbedingungen optimiert werden. Das prophylaktische Kupieren der Schwanzspitze ist nach § 5 Tierschutzgesetz bei bis zu vier Tagen alten Ferkeln ohne Betäubung erlaubt, wird aber von Tierschutzorganisationen abgelehnt.

## Hunde
Bei Hunden wird vor allem der eigene Schwanz gejagt und die Tiere drehen sich um die eigene Achse („Kreiseln“). Die Tiere können aggressiv reagieren, wenn sie vom Schwanzjagen abgehalten werden. Bullterrier und Deutsche Schäferhunde sind häufiger betroffen. Bei Jungtieren sollte dieses Spielverhalten früh unterbunden werden. Medikamentell kann Clomipramin eingesetzt werden.

## Katzen
Bei Katzen ist Schwanzbeißen meist Ausdruck einer ungelösten Konfliktsituation, kann aber auch auf eine Rückenmarksentzündung oder einen Parasitenbefall hinweisen.